# Устянський район
Устя́нський райо́н — колишній район Гайсинської округи.
Утворений 7 березня 1923 року з центром в Усті.
Розформований 19 листопада 1924 року з передачею селищ Війтівка, Цимбали, Ворони і Велика Киріївка до складу Бершадського району, решти території до складу новоутвореного Джулинського району Гайсинської округи.